# Quermarkenfeuer Düne
Das Quermarkenfeuer Düne steht etwa 220 Meter neben dem Kleinen Leuchtturm auf der Nordseeinsel Borkum. Es war von 1928 bis 1995 in Betrieb. Im Volksmund wird das Bauwerk auch Kuckucksturm genannt.

## Baubeschreibung
Das Quermarkenfeuer Düne ist eine 8 m hohe Gitterbake mit dreieckiger nach vorne abgerundeter Laterne. Der Turm entstand in einer Werkstatt des Wasser- und Schifffahrtsamt Emden. Die Laterne steht auf einer Abschlussplatte, die auf einem vierbeinigen Stahlgerüst angebracht ist. Die Laterne ist zur Seeseite abgerundet. Ihre Rückseite besteht aus zwei geraden Stahlplatten. Der Turm ist rot mit einem weißen horizontalem Band gestrichen.

## Geschichte
Das Wasser- und Schifffahrtsamt Emden ließ das Bauwerk im Jahre 1928 auf einer etwa 11 m hohen Düne als Ergänzung zu weiteren Leit- und Quermarkenfeuern auf Borkum errichten, um Schiffen die nach Fahrwasserveränderungen schwierige Einfahrt in die Ems zu erleichtern. Das Feuer wurde von Anfang an elektrisch betrieben und war mit einer Gürtelleuchte bestückt. Nach Fahrwasserverlagerungen schaltete das Wasser- und Schifffahrtsamt Emden das Quermarkenfeuer im Jahre 1995 ab. Danach drohte der Abriss, der nur durch eine neue Verwendung des Turmes als Wetterstation verhindert werden konnte. Lediglich die Optik wurde entfernt.